# 小山玲奈
小山 玲奈（こやま れいな、1994年9月15日 - ）は、日本のグラビアアイドル・タレント。茨城県出身。元リボーン所属。現在フリーで活動中。

## 人物
- 2014年に大山 ひかりとしてデビューし、2017年に小山 玲奈と改名した。
- 中国語検定HSK4級。
- 兄と妹がいる[5]。
- 趣味は漫画、アニメ、映画鑑賞、特技はバスケットボール、剣道、書道、ピアノ。
- 桃井かおり、トトロのメイちゃん、などゆるいものまねが得意。
- 得意料理は半熟目玉焼き。
- 2021年9月リボーンを退所、フリーとして活動（キラーエンジェルと業務提携）[4]。
- 2024年4月よりワーキングホリデーで台湾へ。
- 2025年３月末に一年のワーキングホリデーを終え帰国。

## 出演

### テレビ
- お願い!ランキング（2013年2月25日、テレビ朝日）
- 想和ホールディングス CM （2018年、チバテレビ）
- マツコ会議（2020年8月8日、日本テレビ）※SNS投稿が紹介される。

### 舞台
- プレゼンツ（2018年）THE TOKYO BANDITs 主催
- GO,JET!GO!GO!vol3 （2019年）
- グラゲキ〜BUKATSUのススメ〜（2020年）

## 作品

### イメージビデオ
大山ひかり 名義
- Sunshine（2014年12月26日、グラッソ）
- ひかりの実（2015年3月20日、竹書房）[6]
- デカメロン（2015年6月26日、グラッソ）
- ひかりパイ（2015年9月25日、グラッソ）

小山玲奈 名義
- Sunrise（2017年6月23日、メディアブランド）
- れいな色（2018年5月18日、竹書房）[7][8]
- 恋する天使（2020年7月31日 スパイスビジュアル）[9][10]
- デカメロン（2021年10月29日、スパイスヴィジュアル）[11][12]
- れいなと住む？（2022年2月25日、スパイスビジュアル）[13]
- ヴィーナスバスト（2022年6月29日、スパイスビジュアル）[14]
- WILD BODY（2022年10月26日、スパイスビジュアル）[15]
- 癒してあげる・・・（2023年3月29日、スパイスビジュアル）[16]